# Gani Kasymov
Gani Esenkeldyuly Kasymov (ryska: Гани Есенкельдыулы Касымов, kazakiska, Ғани Есенкелдыұлы Қасымов), född 3 maj 1950, är en kazakisk politiker. Han bildade ett asiatiskt bandyförbund 2008. Det blev dock inte godkänt av Federation of International Bandy. Det asiatiska förbund som bildades under VM 2012, var ett annat. Asiatiska mästerskapet i bandy som skulle hållas i december 2012, blev inte av.